# Pedro Garay
Pedro Garay (Puerto Rosario, 19 ottobre 1961) è un ex calciatore paraguaiano, di ruolo centrocampista.

## Carriera

### Club
Ha giocato nella massima serie dei campionati paraguaiano, colombiano e peruviano.

### Nazionale
Dal 1983 al 1985 ha disputato 6 partite in Nazionale, partecipando alla Copa América 1983.